# Kamalganj
Kamalganj é uma cidade e uma nagar panchayat no distrito de Farrukhabad, no estado indiano de Uttar Pradesh.

## Geografia
Kamalganj está localizada a 27° 16′ N, 79° 39′ L. Tem uma altitude média de 135 metros (442 pés).

## Demografia
Segundo o censo de 2001, Kamalganj tinha uma população de 14,659 habitantes. Os indivíduos do sexo masculino constituem 54% da população e os do sexo feminino 46%. Kamalganj tem uma taxa de literacia de 56%, inferior à média nacional de 59.5%: a literacia no sexo masculino é de 62% e no sexo feminino é de 50%. Em Kamalganj, 17% da população está abaixo dos 6 anos de idade.